# Wolny Uniwersytet Berliński
Wolny Uniwersytet Berliński, Wolny Uniwersytet w Berlinie (niem. Freie Universität Berlin) – jeden z czterech uniwersytetów w Berlinie, mający swoją siedzibę w Dahlem (południowo-zachodnia część miasta).
Został założony 4 grudnia 1948 w amerykańskiej strefie okupacyjnej jako odpowiedź na coraz ostrzejszy konflikt Wschód–Zachód.
W roku 2016 na 12 wydziałach Wolnego Uniwersytetu Berlińskiego studiowało 31 500 osób, z czego 14% było obcokrajowcami. 

## Współpraca z innymi szkołami
Wolny Uniwersytet Berliński współpracuje ze 114 szkołami wyższymi z całego świata (między innymi z uniwersytetami Columbia, Stanforda, Yale i w Princeton), a w ramach programów Unii Europejskiej (Socrates-Erasmus) z kolejnymi 300 szkołami partnerskimi.

## Galeria

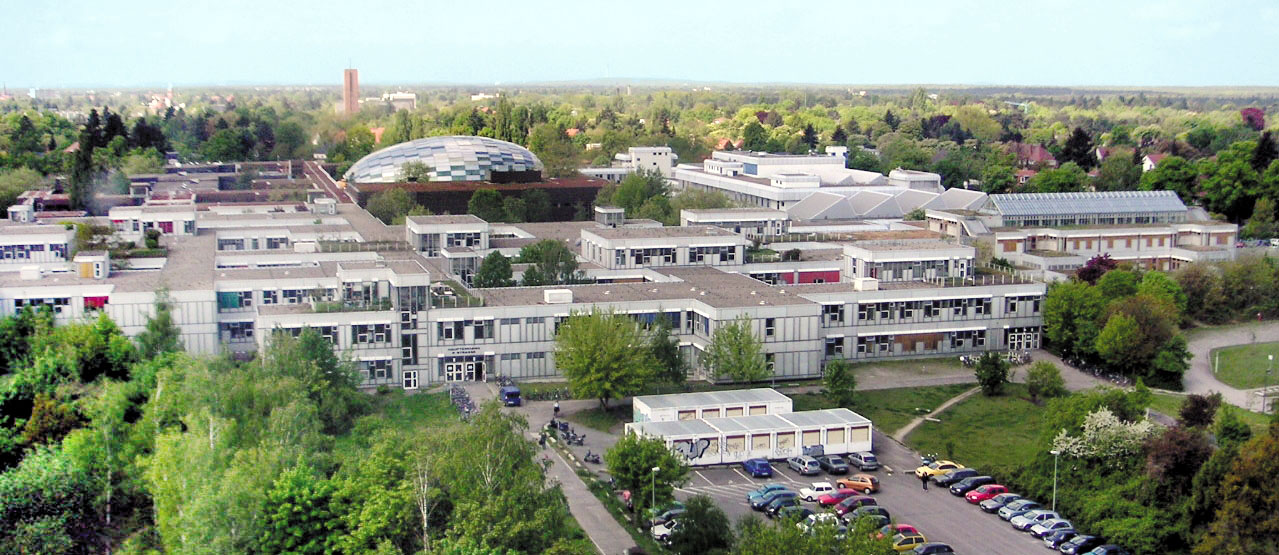
Rost- und Silberlaube
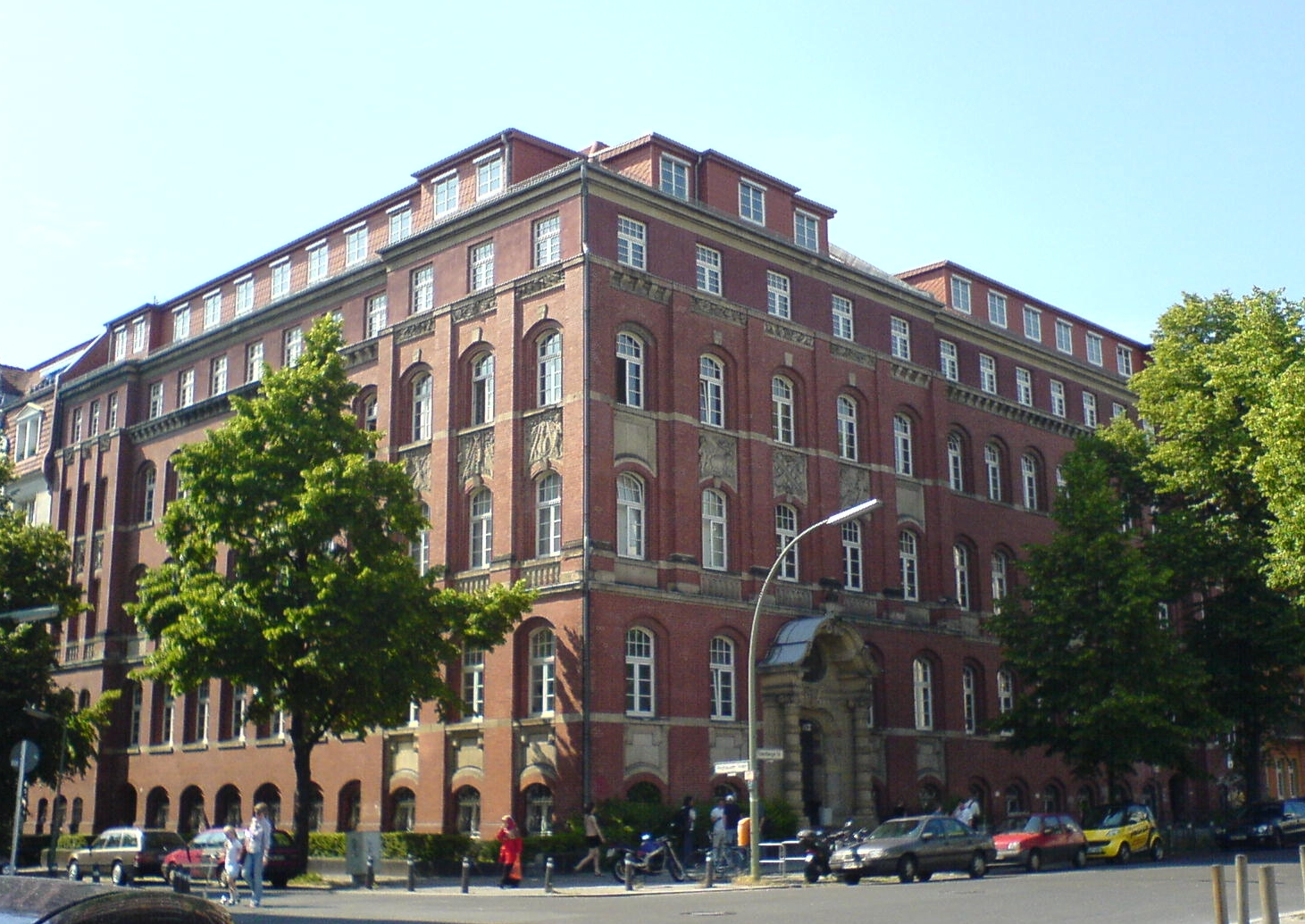
Instytut Socjologii
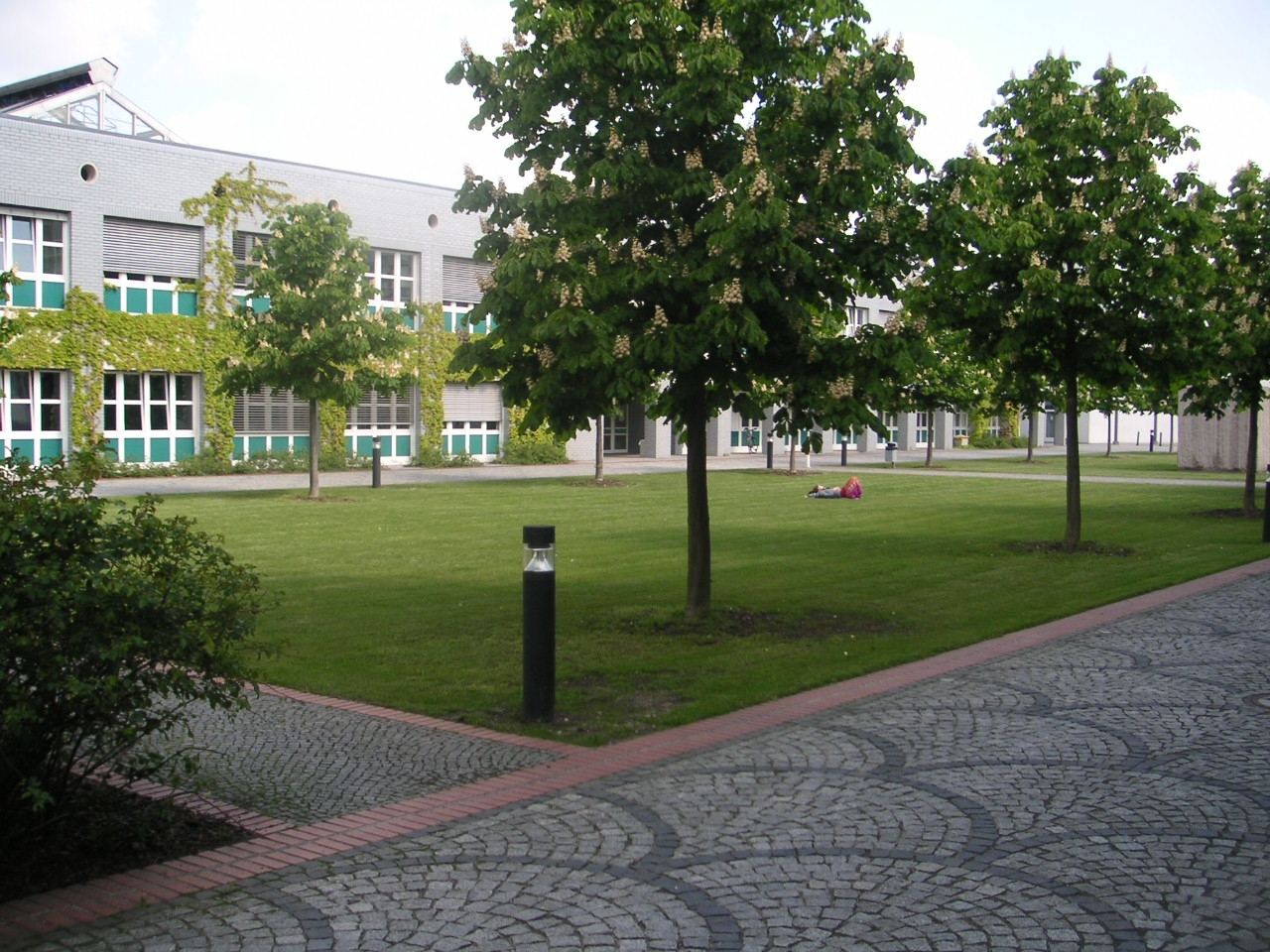
Instytut Informatyki
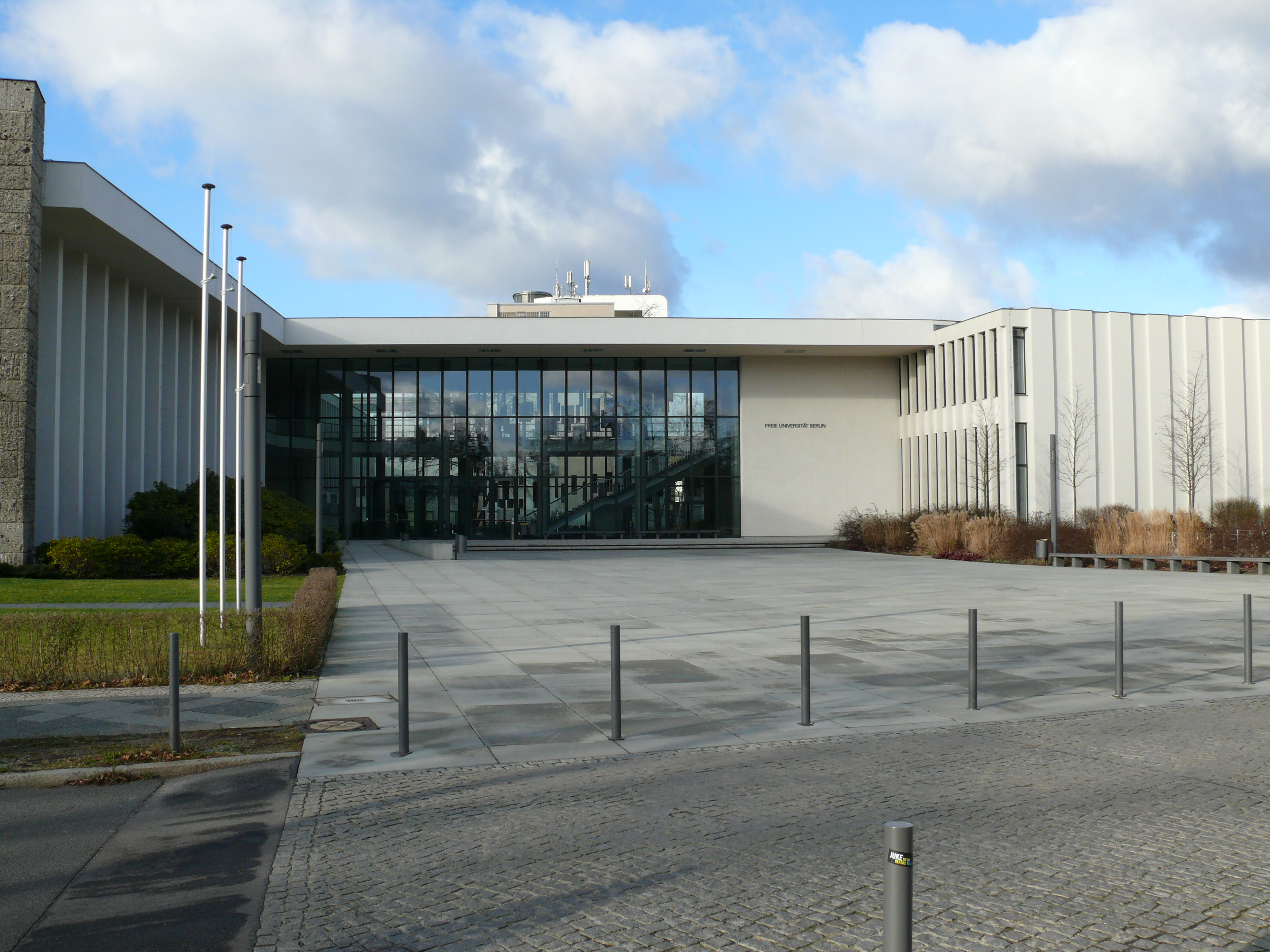
Budynek Henry Ford (z wielką aulą)
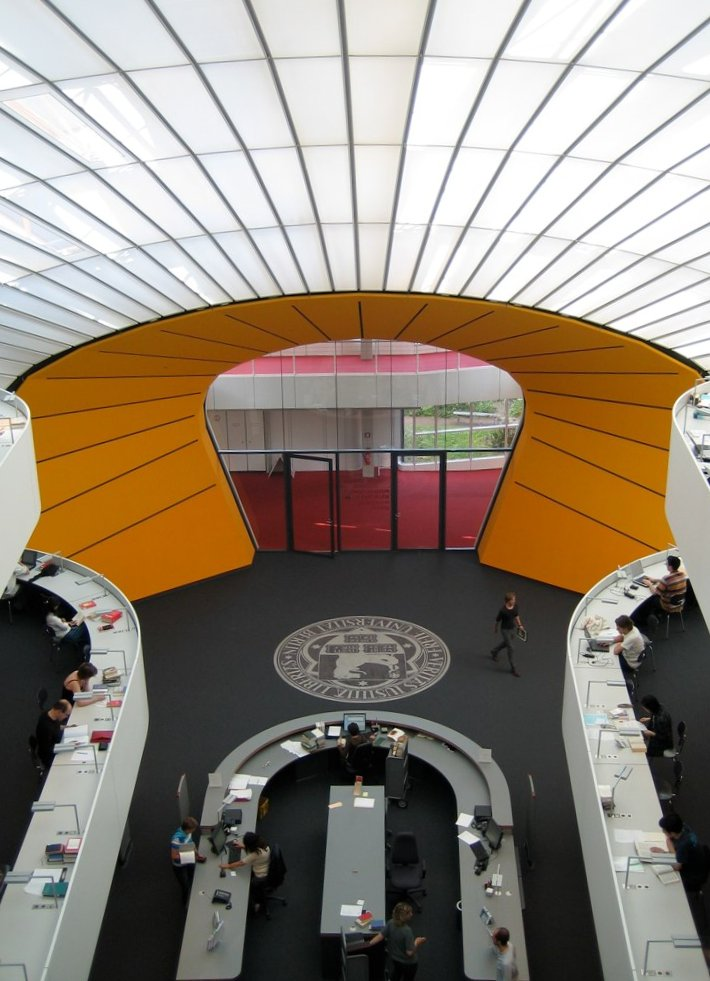
Biblioteka filologiczna
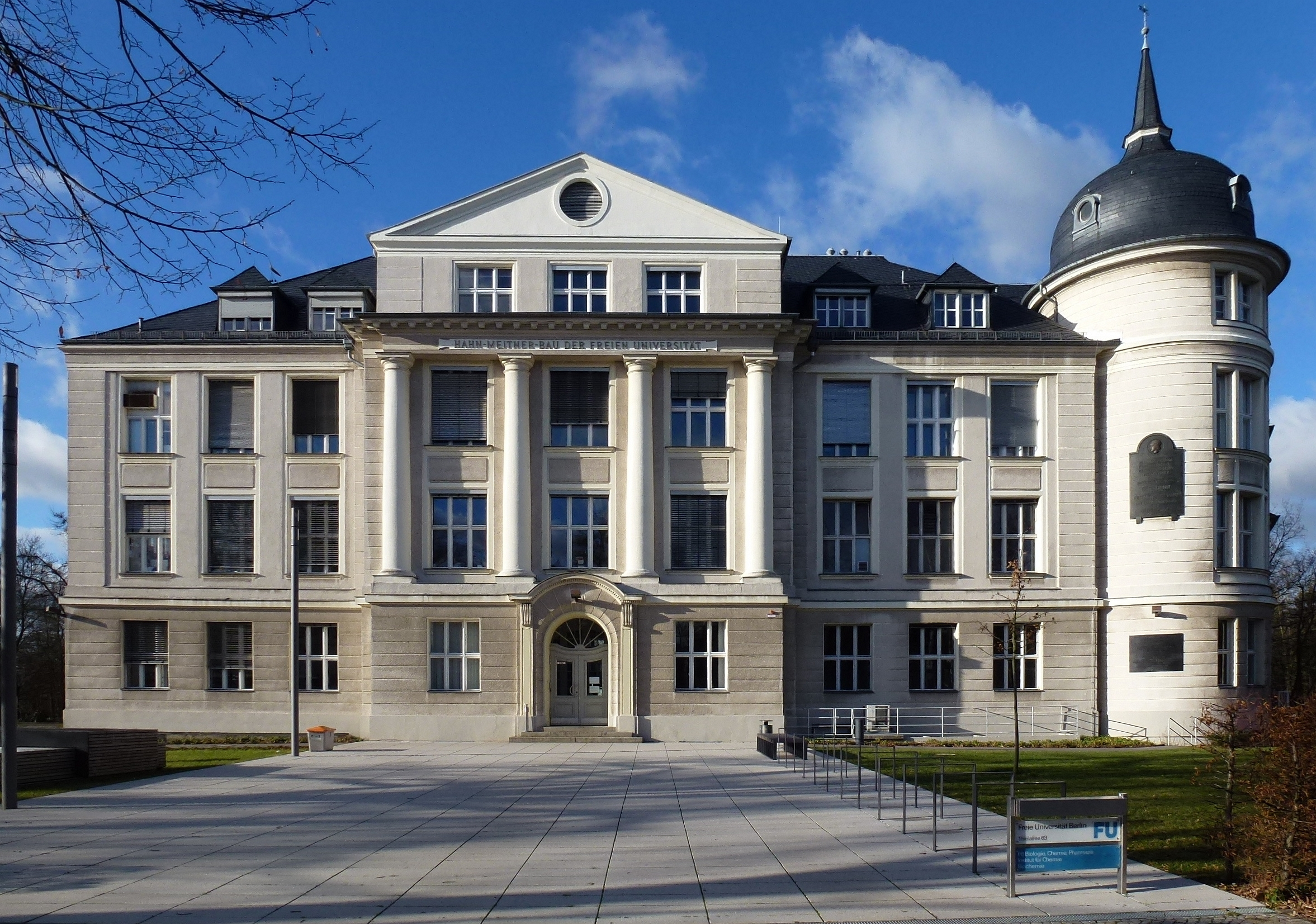
Budynek Hahn-Meitner